# Tasikmadu (Watulimo)
Tasikmadu is een bestuurslaag in het regentschap Trenggalek van de provincie Oost-Java, Indonesië. Tasikmadu telt 11.001 inwoners (volkstelling 2010).